# ГЕС Jílíntái II
ГЕС Jílíntái II (吉林台二级水电站) — гідроелектростанція на північному заході Китаю в провінції Сіньцзян. Знаходячись між ГЕС Jílíntái I (вище по течії) та ГЕС Нілеке I, входить до складу каскаду на річці Каш, правій притоці Ілі (басейн безстічного озера Балхаш).
У межах проєкту річку перекрили бетонною греблею висотою 34 метри та довжиною 122 метри. Вона утримує водосховище з об'ємом 4,1 млн м3 (корисний об'єм 3,4 млн м3) та рівнем поверхні на позначці 1282 метри НРМ.
Зі сховища через лівобережний гірський масив прокладено дериваційний тунель до розташованого за 1,5 км машинного залу (відстань від нього до греблі по річищу річки становить 3 км). На станції встановили генераторне обладнання загальною потужністю 50 МВт, яке забезпечує виробництво 293 млн кВт·год електроенергії на рік.